# Viréo à gorge jaune
Vireo flavifrons
Espèce
Répartition géographique
Statut de conservation UICN

 LC  : Préoccupation mineure
Le Viréo à gorge jaune (Vireo flavifrons) est une espèce de passereau appartenant à la famille des Vireonidae. C'est une espèce monotypique.